# العلاقات الأوكرانية الوسط إفريقية
العلاقات الأوكرانية الوسط أفريقية هي العلاقات الثنائية التي تجمع بين أوكرانيا وجمهورية أفريقيا الوسطى.

## مقارنة بين البلدين
هذه مقارنة عامة ومرجعية للدولتين:
| وجه المقارنة                                              | أوكرانيا                                   | جمهورية أفريقيا الوسطى      |
| --------------------------------------------------------- | ------------------------------------------ | --------------------------- |
| المساحة (كم2)                                             | 603.63 ألف                                 | 622.98 ألف                  |
| عدد السكان (نسمة)                                         | 45.55 مليون                                | 4.66 مليون                  |
| الكثافة السكانية (ن./كم²)                                 | 75.46                                      | 7.48                        |
| العاصمة                                                   | كييف                                       | بانغي                       |
| اللغة الرسمية                                             | اللغة الأوكرانية                           | لغة فرنسية، اللغة السانغوية |
| العملة                                                    | هريفنا أوكرانية، كاربوفانيتس، روبل سوفييتي | فرنك وسط أفريقي             |
| الناتج المحلي الإجمالي (بليون دولار)                      | 112.15 مليار                               | 1.95 مليار                  |
| الناتج المحلي الإجمالي (تعادل القوة الشرائية) بليون دولار | 352.98 مليار                               | 3.03 مليار                  |
| الناتج المحلي الإجمالي الاسمي للفرد دولار أمريكي          | 2.11 ألف                                   | 323                         |
| الناتج المحلي الإجمالي للفرد دولار أمريكي                 | 8.66 ألف                                   | 594                         |
| مؤشر التنمية البشرية                                      | 0.747                                      | 0.350                       |
| رمز المكالمات الدولي                                      | +380                                       | +236                        |
| رمز الإنترنت                                              | .ua، .укр ‏                                 | .cf                         |
| المنطقة الزمنية                                           | ت ع م+02:00، ت ع م+03:00، توقيت شرق أوروبا | ت ع م+01:00                 |

## منظمات دولية مشتركة
يشترك البلدان في عضوية مجموعة من المنظمات الدولية، منها:
| علم المنظمة | اسم المنظمة                               | تاريخ انضمام أوكرانيا | تاريخ انضمام جمهورية أفريقيا الوسطى |
| ----------- | ----------------------------------------- | --------------------- | ----------------------------------- |
|             | مؤسسة التنمية الدولية                     | 27 مايو 2004          | 27 أغسطس 1963                       |
|             | يونسكو                                    | 12 مايو 1954          | 11 نوفمبر 1960                      |
|             | وكالة ضمان الاستثمار متعدد الأطراف        | 19 يوليو 1994         | 8 سبتمبر 2000                       |
|             | الأمم المتحدة                             | 24 أكتوبر 1945        | 20 سبتمبر 1960                      |
|             | الفريق المعني برصد الأرض                  | ?                     | ?                                   |
|             | الاتحاد البريدي العالمي                   | ?                     | ?                                   |
|             | البنك الدولي للإنشاء والتعمير             | 3 سبتمبر 1992         | 10 يوليو 1963                       |
|             | الاتحاد الدولي للاتصالات                  | 7 مايو 1947           | 2 ديسمبر 1960                       |
|             | منظمة حظر الأسلحة الكيميائية              | ?                     | ?                                   |
|             | مؤسسة التمويل الدولية                     | 18 أكتوبر 1993        | 1 أبريل 1991                        |
|             | المركز الدولي لتسوية المنازعات الاستشارية | 7 يوليو 2000          | 14 أكتوبر 1966                      |
|             | منظمة التجارة العالمية                    | 16 مايو 2008          | ?                                   |
|             | منظمة الشرطة الجنائية الدولية             | ?                     | ?                                   |

## وصلات خارجية
- موقع وزارة الخارجية الأوكرانية